# C'HWERTY

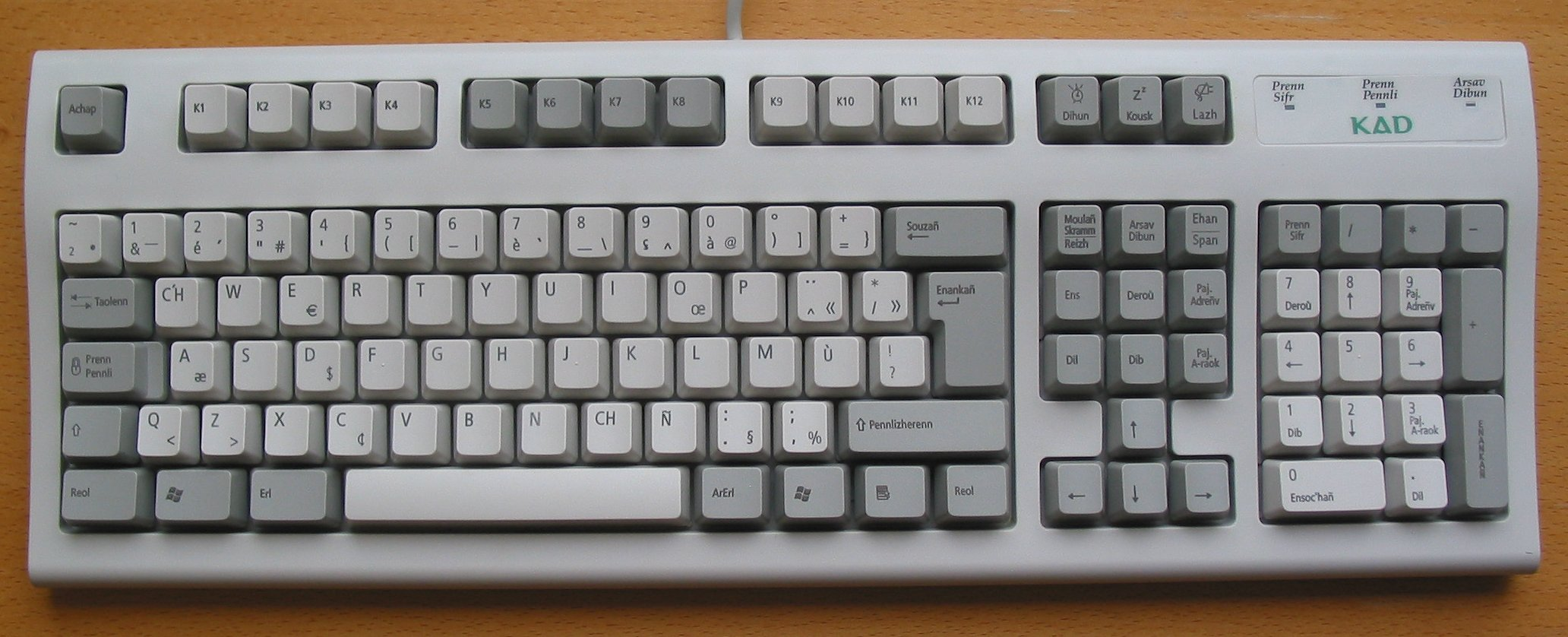
Le clavier breton commercialisé en 2003 par l'association KAD – Korvigelloù An Drouizig.

CʼHWERTY est une disposition de touches de clavier ; dérivée de QWERTY, elle a été développée par l'association An Drouizig pour l'écriture de la langue bretonne. Cette disposition fournit des caractères spécifiques au breton, non disponibles sur un clavier AZERTY : CʼH, CH, Ñ et Ù.
Elle est nommée d'après les caractères figurant sur les six premières touches de la première rangée de touches alphabétiques du clavier : les touches CʼH, W, E, R, T et Y.

## Disposition des touches

### Minuscules
```
 cʼh  w  e  r  t  y  u  i  o  p  ^  /
    a  s  d  f  g  h  j  k  l  m  ù  ?
  q  z  x  c  v  b  n ch  ñ  .  ,

```

### Majuscules
```
 CʼH  W  E  R  T  Y  U  I  O  P  ¨  *
    A  S  D  F  G  H  J  K  L  M  Ù  !
  Q  Z  X  C  V  B  N  CH Ñ  :  ;

```

## Prise en charge par les systèmes d'exploitation

### GNU/Linux
L'implémentation de la disposition CʼHWERTY dans X.Org (X keyboard extension (en)) est initiée en 2009, complétée en 2023, et révisée en 2024. Du fait de l'inexistence de points de code Unicode dédiés, la saisie des polygrammes cʼh et ch requiert la présence d'une méthode d'entrée.

### Microsoft Windows
Un pilote pour Microsoft Windows Vista, 7, 8, 8.1 et 10 est mis à disposition sur le site officiel du projet Cʼhwerty.